# حادثه رودخانه هوره‌کی
حادثه رودخانه هورکی (به ژاپنی: 宝暦治水事件, Hōreki Chisui Jiken)، حادثه ای بود که در آن شوگون‌سالاری توکوگاوا به قلمرو ساتسوما دستور داد تا کارهای سخت مهار سیل را در ولایت مینو در نزدیکی مرز آن با ولایت اُواری در منطقه چوبو ژاپن در دوران هوره‌کی انجام دهد.
رودخانه‌هایی که در این منطقه دچار سیل مکرر می‌شوند شامل رود کیسو، رود ناگارا و رود ایبی در نزدیکی ناگویا می‌شوند. با توجه به سختی پروژه و به دلیل دخالت مخرب مقامات شوگون سالاری برای دشوارتر کردن تکمیل پروژه، این دستور در نهایت منجر به ارتکاب ۵۱ سامورایی ساتسوما به سپپوکو و ۳۳ سامورایی در حال مرگ بر اثر بیماری بود همچنین مسئول انجام کار کارو (سامورایی)، هیراتا یوکی‌ایه، همچنین مرتکب سپپوکو می‌شود.
پروژه بهسازی رودخانه سرانجام در دوره میجی به پایان رسید. این حادثه، رویداد بهبود رودخانه عصر هورکی و حادثه بهبود رودخانه دشت نوبی نیز نامیده می‌شود.